# دوري رابطة الألغاز الوطني
دوري رابطة الألغاز الوطني National Puzzlers' League (NPL) هو منظمة غير ربحية ركزت على حل الاحاجي والاغاز، ولا سيما في مجال اللعب كلمة وكلمة مباريات. تأسست عام 1883 ، وهي أقدم منظمة ألغاز في العالم. استضافت في الأصل مؤتمرات نصف سنوية في فبراير وسبتمبر من كل عام،   ولكن تُعقد المؤتمرات الآن سنويًا، في يوليو.

## تاريخها
في الرابع من تموز (يوليو) 1883، التقى ثمانية وعشرون من محبي الألغاز، معظمهم من الشباب، في قاعة فيثاغورس في مدينة نيويورك وأسسوا رابطة الألغاز الشرقية. ثم احتفلوا بالحدث من خلال دفع فلس واحد لكل منهم للمشي عبر جسر بروكلين المخصص حديثًا. أعيدت تسميتها بـهذا الاسم في عام 1920، ظلت المنظمة في وجود مستمر منذ ذلك الاجتماع الأول وهي أقدم منظمة لألغاز الألغاز في العالم.
بدأ النشر الرسمي للدوري باسم The Eastern Enigma . احتوت في الأصل على عدد قليل من الألغاز، إن وجدت، وبدلاً من ذلك قدمت تقارير عن الأعمال التجارية التي تم التعامل معها في اتفاقيات الألغاز، وقدمت آيات ومقاطع مسرحية من تأليف الأعضاء، ونقلت مناقشات حول موضوعات محيرة مثيرة للجدل في اليوم، مثل الكلمات القديمة والمراجع الباطنية وأنواع جديدة من الألغاز.
نادرًا ما خدم المحررون الأوائل أكثر من عام في كل مرة، وكان جدول النشر غالبًا غير منتظم. بدأ إصدار يناير 1900 قسم الألغاز المسمى "Penetralia"، والذي ظهر بانتظام حتى عام 1903. تم استئناف "Penetralia" في إصدار فبراير 1910، عندما بدأ إصدار The Eastern Enigma شهريًا، واستمر في الظهور منذ ذلك الحين. عند تغيير اسم المنظمة، تم تغيير اسم المجلة إلى «الألغاز»؛ يستمر نشرها شهريًا وقد وصل الآن إلى أكثر من 1200 إصدار.
أدت نهضة الألغاز في عشرينيات وثلاثينيات القرن الماضي إلى بلوغ درجة عالية من العضوية في القروض المتعثرة، حيث تبنت خلالها شعار «التسلية الفكرية الوطنية لأمريكا». في عام 1935، اخترع الرئيس إيفريت م. سميث كلمة Pneumonoultramicroscopicsilicovolcanoconiosis في اجتماع الرابطة السنوي. وغطت الصحف الكبرى وخدمات الأنباء المؤتمرات التي تعقد كل سنتين.   خلال الحرب العالمية الثانية، جندت خدمة استخبارات الإشارة العديد من أعضاء NPL كمصممي تشفير حكوميين بناءً على تجربتهم المحيرة. 
في الستينيات، تراجعت العضوية بشكل كبير، لكنها بدأت في الانتعاش في العصر «الحديث» المحير مع الجهود الترويجية لدميتري بورجمان، وروس إيكلر، وآخرين. العديد من محرري ومنشئي الألغاز الرائدين في أمريكا أعضاء؛ قال المؤلف والعضو ويلارد إسبي عن خبرة الرابطة، «أنا متوترة قليلاً عند الحديث عن التلاعب بالألفاظ مع هذه المجموعة.... إنه مثل الحديث عن الدين مع الله.» 

## العضوية
كل عضو يختار NPL عموما «حركيا» عند الانضمام، وغالبا ما خفي إسم مستعار التي هي بمثابة اللقب عند الاتصال مع زملائه أعضاء (انظر أدناه للحصول على سبيل المثال). إن استخدام الأسماء المستعارة، الذي يمارسه بشكل شائع أيضًا جامعو الكلمات المتقاطعة المشفرة، ساعد في الأصل على «كسر حواجز المهنة أو الطبقة الاجتماعية». إنها أيضًا فرصة للتلاعب بالألفاظ والوصف الذاتي.
يُعرف أعضاء NPL مجتمعين باسم "Krewe" وبشكل فردي باسم "Krewepersons" أو "Krewemembers" أو "NPLers". اعتبارًا من عام 2018، كان لدى المنظمة حوالي 700 عضو، منهم حوالي 200 يحضرون مؤتمر المجموعة كل عام.
محترف الألغاز ويل شورتز (الذي يعد WILLz «اسمه» مسرحية باسمه - Will + "short Z") هو عضو قديم وضابط في NPL ، يعمل كمؤرخ لها ومدير ألغاز للمؤتمر السنوي.
| List of members | |
| --- | --- |
| - ديمتري بورجمان - إميلي كوكس ‏ - A. Ross Eckler Jr. - Willard R. Espy - Francis Heaney - تايلر هينمان - Helene Hovanec - ديفيد خان - William Lutwiniak - Stanley Newman ‏ - Trip Payne - جيم بروب - Henry Rathvon - Mike Selinker - Will Shortz | |
| | هذه القائمة ذات بنية متغيرة. فضلاً ساهم في تطويرها من خلال تحديثها باستمرار ولا تنسَ الاستشهاد بمصادر موثوقة. |

## المنشورات
يتم توزيع Enigma ، المنشور الرسمي لـ NPL ، شهريًا على أعضائها. يوفر وسيطًا للأعضاء لمشاركة ألغاز الكلمات الأصلية الخاصة بهم ليستمتع بها زملائهم الأعضاء. يحتوي Enigma أيضًا على مقالات وإعلانات تهم أعضائه.
كما نشرت NPL عدة إصدارات من Guide to The Enigma (المعروف سابقًا باسم Key to Puzzledom)؛ عينة مصغرة من الألغاز في The Enigma ، متاحة مجانًا للأعضاء المحتملين من المحرر؛  دليل عضو. وتجميعات الكتب من التشفير الثابت والكلمات المتقاطعة المشفرة.

## الألغاز
The Enigma متخصص في أنواع الألغاز التي ازدهرت في القرن التاسع عشر.  تم رفض الكلمات المتقاطعة، التي تم اختراعها حتى عام 1913،  قبل المجلة، مما جعلها تدخل في فئة «الإضافات». ومع ذلك، فإن جميع ألغازها تعتمد على التلاعب بالألفاظ واللغويات.
يقوم NPL بتجميع الألغاز في أربع فئات أساسية. أقدم نوعين هما «المسطح» (الذي يحتوي على إجابة من سطر واحد) و «النموذج» (الذي يحتوي على إجابة متعددة الأسطر). كانت Flats (الألغاز الشعرية والجناس الناقصة) نوعًا رائدًا من التلاعب بالألفاظ قبل اختراع الكلمات المتقاطعة ذات المربع الأسود. تبدو غريبة بالنسبة لألغاز الألغاز الحديثة، لأنها تتطلب استنتاج الكلمات من السياق، وهي ليست تقنية حل مألوفة الآن. ومع ذلك، لا تزال الشقق اليوم تشكل معظم الألغاز في The Enigma . تمت إضافة برامج التشفير والإضافات، بالإضافة إلى فئات شاملة لألغاز كسر القواعد، لاحقًا. يمكن العثور على مزيد من المعلومات حول أنواع الألغاز هذه على الموقع الإلكتروني الرسمي لـ NPL.

## الاتفاقيات
تعقد NPL مؤتمرًا سنويًا، عادةً في يوليو.  يختلف الموقع، لكنه كان تاريخياً مدينة رئيسية في أمريكا الشمالية. تماشيًا مع حب الأعضاء للتلاعب بالكلمات، يختلف اسم المؤتمر باختلاف الموقع: BeaCon for Boston؛ SiLiCon لسالت ليك سيتي؛ كونتكس لأوستن، تكساس؛ OreCon لبورتلاند، أوريغون.
تتضمن أمثلة أنشطة المؤتمرات ألعاب الكلمات وألعاب المعلومات والألغاز المخفية (التي يجب العثور عليها قبل حلها) والرحلات الميدانية المحلية إلى الأماكن التي تهم NPL ومطاردات المكتبات التافهة و «الروعة» (لعبة ألغاز متعددة المراحل يتطلب جهدًا جماعيًا لحلها). بالإضافة إلى الألغاز المقدمة كجزء من الاتفاقية، يجلب العديد من الأعضاء ألغازًا من اختراعهم، والتي يعمل عليها الحاضرون في مجموعات صغيرة، غالبًا في وقت متأخر من الليل. 

## الروابط الخارجية
- الموقع الرسمي لدوري الألغاز الوطني